# Norbert Rubey
Norbert Rubey (* 1955 in Wien) ist ein österreichischer Musikforscher, der als Bibliothekar in der Wienbibliothek im Rathaus tätig war.

## Leben
Rubey, der sein Studium der Musikwissenschaft nicht abschloss, war als Bibliothekar und Musikeditor sowie als Experte für die Erforschung der Geschichte der Wiener gehobenen Unterhaltungsmusik und der Strauss-Dynastie an der Wienbibliothek im Rathaus tätig. Rubey legte zahlreiche Publikationen zu Strauss-Themen, zur Wiener Tanzmusik und Wiener Operette vor und hielt Vorträge, Lehrveranstaltungen und Vorlesungen im In- und Ausland. Seit Dezember 2020 befindet sich Rubey im Ruhestand, ist aber weiterhin im Vorstand des Wiener Instituts für Strauss-Forschung (WISF) tätig.
Rubey ist Projektleiter der Werkkataloge zu Strauss, des Strauss-Elementar-Verzeichnisses (SEV) und des Strauss-Allianz-Verzeichnisses (SAV). Darüber hinaus ist Rubey auch Editionsleiter von Doblingers Johann-Strauss-Gesamtausgabe in Zusammenarbeit mit dem Wiener Institut für Strauss-Forschung. Er kuratierte Ausstellungen zur Musik in Österreich, insbesondere zur Wiener Musikerdynastie Strauss.

## Auszeichnungen
- 2006 Deutscher Musikeditionspreis für die kritische Ausgabe von Die lustige Witwe (Franz Lehár), Partitur und Stimmenmaterial.
- 2016 Verleihung des Berufstitels „Professor“ auf Antrag von Senatspräsident Eduard Strauss[2]